# 火拼時速 (1998年電影)
《火拼時速》（英語：Rush Hour） 於1998年上映，是一部有關武術和警察拍档的電影，由成龍和克里斯·塔克主演。這部電影上映後大受歡迎，成為了1998年票房成績榜的第八位，全球票房高達2億4千萬美元。
此电影乃是成龙繼《殺手壕》、《炮彈飛車》、《威龍猛探》、《红番区》後的第五部好莱坞电影，奠定了成龙在国际影坛的信誉和地位，也令他闻名于世。而第二男主克里斯·塔克也谷底翻身成为红星。

## 劇情
1997年7月1日，香港回歸中國的那一天，香港警務處的李督察與他的小組在碼頭執行一場重要任務，目標是捉拿那位神秘的大毒梟俊濤。當他們抵達時，只碰上了俊濤的得力助手桑，而桑在一番追逐後，成功駕船逃逸。儘管如此，李探員及其團隊仍找回了許多被俊濤偷竊的珍貴中國古董。為了紀念這場成功的行動，李探員將這些古董當作禮物，特別贈送給即將離開的中國領事韓索隆和他的好友，英國警察隊長湯馬斯·格里芬。
當韓索隆接下中國駐洛杉磯领事兩個月後，他的女兒韓素陽在上學途中被桑（Sang）綁架。韓領事致電李督察來協助這個案件，但是联邦调查局擔心李督察的介入可能引發國際事件，於是將他轉交給洛杉矶警察局。詹姆斯·卡特（James Carter）探員因為搞砸了一個臥底行動而被欺騙“照顧”李督察；當他發現這一點時，他決定解決這個案件。卡特帶著李督察參觀觀光，同時遠離大使館，並聯絡情報員了解綁架情況。李督察自己找到了中國領事館，韓領事和FBI在那裡等待有關他女兒的消息。當卡特與負責的探員沃倫·羅斯（Warren Russ）爭吵時，他不經意地與桑進行了談判，安排了5000萬美元的贖金。
FBI追查到那通電話的來源是一間倉庫，但到場的探員小組卻被塑膠炸藥給炸死了。李督察和卡特在附近發現了Sang，兩人火速追踪，但Sang還是給他溜了，還掉了他的引爆器。卡特的夥伴，也是洛杉磯警局的炸彈專家塔尼亞·約翰遜，查出這引爆器跟之前被卡特抓過的克萊夫·柯布有關。李督察問話克萊夫，逼他坦白他和Juntao的往來，他提到是在唐人街的那家Foo Chow餐廳認識的Juntao，這下卡特更信任李督察了。卡特自己一個人摸到那餐廳，偷偷看了監視錄影，看到Juntao把素陽帶進了一台車子。李督察及時趕到，救了卡特免於Juntao的手下，但兩人卻因為被FBI認為弄巧成拙被撤案，李督察甚至被遣返回香港。但卡特不甘心，他找約翰遜幫忙悄悄搭上李督察的飛機，想要說服他再組隊對付Juntao。
Griffin後來也插手這件事，洩露了更多香港警察和Juntao的幫派之間的老底，他還勸Han趕緊付錢，好避免更多不必要的血腥。在洛杉矶会展中心舉行的中國藝術展開幕時，由Han和Griffin負責監督，現在的七千萬美金贖金都送過去了，然後卡特、李督察和約翰遜扮成賓客混了進去。卡特看場面不對，趕緊叫大家趕快撤，這舉動讓FBI超不爽，但李督察卻發現了Griffin從Sang手上接過的引爆遙控。當卡特從唐人街的偷拍影片裡認出他來，李和約翰遜才發現原來Griffin就是那個Juntao。Griffin恐嚇說要引爆綁在素陽身上的炸彈背心，並堅持要那筆贖金，說那是作為李督察之前行動中拿回的那些無價中國古董的賠償。卡特趁亂溜了出去，找到了素陽在車上，接著一踩油門，把車開進大樓，這樣就阻止了Griffin引爆背心的計畫。
約翰遜幫素陽脫掉了那件炸彈背心，而Griffin則帶著那袋錢跑到屋頂。李督察拿起那背心後跟著Griffin衝了上去，同時卡特在一場槍戰中射殺了Sang。李督察和Griffin打得火熱，最後兩人都差點掉下來，只掛在樑上。Griffin因為抓著的是炸彈背心而掉下去摔死，因為背心的帶子斷了，但當李督察掉下來時，卡特用一面大旗救了他。Han和素陽終於團聚了，為了表示感謝，他請卡特和李督察去香港度假。在卡特準備上飛機之前，Russ和Whitney兩名探員提議他加入FBI，但他嘲笑地拒絕了。卡特跟李督察一起上了飛機，李督察開始唱起了Edwin Starr的"War"，但跑調得很厲害。

## 演員表
| 演 員         | 角 色              |
| 克里斯·塔克   | 詹姆斯·卡特        |
| 成龍          | 李                 |
| 梁肯          | 桑                 |
| 湯姆·威爾金森 | 湯馬斯·格里芬/俊濤 |
| 伊莉莎伯·彭娜 | 塔尼亞·約翰遜      |
| 马泰          | 韓索隆             |
| 朱利亞·許     | 韓素陽             |

## 票房收入
- 預算 - $33,000,000
- 開畫票房收入 - $33,001,803
- 美國總收入 - $141,186,864
- 海外總收入 - $103,200,000
- 全球總收入 - $244,386,864